# Kino Cytryna
Kino „Cytryna” – działające w latach 1997-2012 łódzkie kino specjalizujące się w prezentacji filmów, które zwykle nie trafiają do masowego odbiorcy. W latach 1997–2009 mieściło się przy ul. Zachodniej 81/83. Od października 2009 działało przy ul. Pomorskiej 39/41, w pobliżu skrzyżowania z ul. Kilińskiego.

## Okres 1997–2009 – siedziba przy ul. Zachodniej
Przez pierwszych kilkanaście lat kino działało przy ul. Zachodniej 81/83, w dawnym budynku Hotelu Adolfa Manteufla, w jego byłej kawiarni. W tym samym miejscu, w latach 1954–1989, działał Studencki Teatr Satyry „Cytryna” – amatorski zespół założony i prowadzony przez Zrzeszenie Studentów Polskich przy Akademii Medycznej. Prawdopodobnie nazwa „Cytryna” wywodzi się z piosenki spektaklu Narodziny witaminy.
Założycielem kina był Zbigniew Sieńczewski, który przez wiele lat prowadził „Cytrynę”. Od samego początku istnienia kino starało się być miejscem dla widza wymagającego, niszowego. Nazywane było dawniej „kinem kwaśnych filmów".
W kinie odbywała się także działalność pozafilmowa: koncerty, występy teatralne i wystawy artystyczne. Popularnością cieszyły się imprezy sylwestrowe.
Ciekawostką były zniżki na bilety do kina, jakie proponowała widzom „Cytryna” za żółte elementy ubioru oraz za przyniesienie owocu cytryny. Kino „Cytryna” organizowało również, w późnych godzinach nocnych, „projekcje na życzenie”.
Kino należało do programu Sieć Kin Studyjnych i Lokalnych oraz do sieci Europa Cinemas. W 2007 kino „Cytryna” zostało przejęte przez firmę „Kaktoos” S.J..
W 2009 roku właściciele kina oświadczyli, że nie stać ich już na płacenie wysokiego czynszu za pomieszczenia w prywatnej kamienicy przy ul. Zachodniej. Właścicielem budynku była wówczas firma CFI. Ostatni seans (Przerwane objęcia w reż. Pedra Almodóvara) w dotychczasowej siedzibie odbył się około północy z 26 na 27 września 2009, w czasie całonocnej imprezy Stypa po Cytrynie.

## Okres 2009–2012 – siedziba przy ul. Pomorskiej
Po likwidacji kina przy ul. Zachodniej pojawiały się różne pomysły, co dalej zrobić z „Cytryną”. Ostatecznie Uniwersytet Łódzki zaoferował pomieszczenia na pierwszym piętrze budynku przy ul. Pomorskiej 39/41. Znajdowała się tam dawna sala kinowa Łódzkich Zakładów Kinotechnicznych „Prexer”, zaadaptowana później na salę wykładową Uniwersytetu Łódzkiego, kawiarnia oraz duża poczekalnia. Na parterze studenci nadal mieli zajęcia. Nowa sala kinowa Cytryny dysponowała 236 miejscami dla widzów, podczas gdy ta przy ulicy Zachodniej mieściła zaledwie 130 osób. Także ekran był większy, prawie o 1/3 powierzchni.
30 września 2009 rektor UŁ prof. dr hab. Włodzimierz Nykiel i kanclerz UŁ dr Rafał Majda podpisali z szefami „Cytryny” – Wojciechem Augustyniakiem i Alanem Siedleckim – list intencyjny w sprawie utworzenia Centrum Sztuki Uniwersytetu Łódzkiego „Kino «Cytryna»”.
Działalność kina w nowym miejscu zainaugurowana została w sobotni wieczór Halloween (31 października) 2009. Najpierw nastąpiło uroczyste otwarcie Centrum Sztuki UŁ „Kino «Cytryna»”, a następnie wyświetlone zostały trzy filmy, poczynając od niemego filmu grozy Gabinet doktora Caligari z akompaniamentem muzyki granej na żywo.
23 września 2012 opublikowana została informacja o zakończeniu działalności kina „Cytryna” z dniem 30 września. Jako przyczynę właściciel podał brak środków finansowych na kontynuowanie działalności zgodnie z zaleceniami pokontrolnymi Komendy Wojewódzkiej Straży Pożarnej (m.in. konieczna byłaby budowa schodów przeciwpożarowych).
Ostatnią premierą kina „Cytryna” była projekcja filmu Kobieta z piątej dzielnicy w reż. Pawła Pawlikowskiego 28 września 2012.
Impreza pożegnalna kina „Cytryna” pt. Zakaz wjazdu odbyła się nocą z 30 września na 1 października 2012, a złożyły się na nią projekcje filmów Żywot Briana i Pulp Fiction oraz występy łódzkiego zespołu Jam Vibez grającego muzykę w stylu ragga. Właściciele zapowiedzieli, że cały dochód z biletów na imprezę pożegnalną zostanie przekazany dla Świetlicy Podwórkowej przy ul. Pomorskiej 54. Po likwidacji kina firma „Kaktoos” S.J. zapowiedziała kontynuację działalności w formie filmowych pokazów plenerowych (tzw. Polówki) oraz innych projektów kulturalnych.